# Панарано
Панара̀но (на италиански: Pannarano) е село и община в Южна Италия, провинция Беневенто, регион Кампания. Разположено е на 360 m надморска височина. Населението на общината е 2127 души (към 2010 г.).